# Temporada 1972-73 de los Seattle SuperSonics
La temporada 1972-73 fue la sexta de los Seattle SuperSonics en la NBA. La temporada regular acabó con 26 victorias y 56 derrotas, ocupando el octavo puesto de la conferencia Oeste, no logrando clasificarse para los playoffs.

## Elecciones en elDraft
| Ronda | Puesto | Jugador          | Posición  | Nacionalidad   | Universidad |
| ----- | ------ | ---------------- | --------- | -------------- | ----------- |
| 1     | 7      | Isaac Stallworth | Escolta   | Estados Unidos | Kansas      |
| 2     | 18     | Joby Wright      | Ala-Pívot | Estados Unidos | Indiana     |
| 2     | 23     | Brian Taylor     | Base      | Estados Unidos | Princeton   |
| 3     | 40     | Jim Creighton    | Alero     | Estados Unidos | Colorado    |

## Temporada regular
| División Pacífico       | División Pacífico | División Pacífico | División Pacífico | División Pacífico | División Pacífico | División Pacífico | División Pacífico | División Pacífico |
| Equipo                  | G                 | P                 | %                 | PD                | Casa              | Fuera             | Neutral           | Div               |
| ----------------------- | ----------------- | ----------------- | ----------------- | ----------------- | ----------------- | ----------------- | ----------------- | ----------------- |
| y-Los Angeles Lakers    | 60                | 22                | .732              | –                 | 30–11             | 28–11             | 2–0               | 22–4              |
| x-Golden State Warriors | 47                | 35                | .573              | 13                | 27–14             | 18–20             | 2–1               | 14–12             |
| Phoenix Suns            | 38                | 44                | .463              | 22                | 22–19             | 15–25             | 1–0               | 14–12             |
| Seattle SuperSonics     | 26                | 56                | .317              | 34                | 16–25             | 10–29             | 0–2               | 9–17              |
| Portland Trail Blazers  | 21                | 61                | .256              | 39                | 13–28             | 8–32              | 0–1               | 6–20              |

## Estadísticas
| Rk | Jugador         | Edad | P  | PT | MP   | TC   | TCI  | %TC  | TL  | TLI | %TL   | RB   | AS  | FP  | PTS  |
| -- | --------------- | ---- | -- | -- | ---- | ---- | ---- | ---- | --- | --- | ----- | ---- | --- | --- | ---- |
| 1  | Spencer Haywood | 23   | 77 |    | 42.3 | 11.5 | 24.3 | .476 | 6.1 | 7.3 | .839  | 12.9 | 2.5 | 2.8 | 29.2 |
| 2  | Dick Snyder     | 28   | 82 |    | 37.3 | 5.8  | 12.5 | .463 | 2.3 | 2.6 | .861  | 3.9  | 3.8 | 2.6 | 13.8 |
| 3  | Jim Fox         | 29   | 74 |    | 33.0 | 4.3  | 8.3  | .515 | 2.9 | 3.6 | .808  | 11.2 | 2.4 | 3.2 | 11.4 |
| 4  | Fred Brown      | 24   | 79 |    | 29.4 | 6.0  | 13.1 | .455 | 1.5 | 1.9 | .818  | 4.0  | 5.5 | 2.9 | 13.5 |
| 5  | John Brisker    | 25   | 70 |    | 23.3 | 5.0  | 11.6 | .435 | 2.8 | 3.4 | .822  | 4.6  | 2.1 | 2.4 | 12.8 |
| 6  | Lee Winfield    | 25   | 53 |    | 20.0 | 2.7  | 6.3  | .431 | 1.2 | 2.0 | .574  | 2.4  | 3.5 | 1.7 | 6.6  |
| 7  | Kenny McIntosh  | 24   | 56 |    | 19.7 | 1.9  | 5.9  | .326 | 0.7 | 1.2 | .615  | 4.0  | 0.9 | 1.8 | 4.5  |
| 8  | Butch Beard     | 25   | 73 |    | 19.2 | 2.6  | 6.0  | .439 | 1.4 | 1.9 | .714  | 2.4  | 3.4 | 1.9 | 6.6  |
| 9  | Jim McDaniels   | 24   | 68 |    | 16.1 | 2.3  | 5.7  | .399 | 1.0 | 1.5 | .700  | 5.1  | 1.1 | 2.1 | 5.6  |
| 10 | Bud Stallworth  | 23   | 77 |    | 15.9 | 2.6  | 6.8  | .379 | 1.1 | 1.5 | .754  | 2.9  | 0.8 | 1.8 | 6.3  |
| 11 | Joby Wright     | 22   | 77 |    | 12.1 | 1.7  | 3.6  | .478 | 0.5 | 1.2 | .416  | 2.8  | 0.5 | 2.1 | 3.9  |
| 12 | Charles Dudley  | 22   | 12 |    | 8.3  | 0.8  | 1.9  | .435 | 1.2 | 1.3 | .875  | 0.5  | 1.3 | 1.3 | 2.8  |
| 13 | Gar Heard       | 24   | 3  |    | 5.7  | 1.3  | 3.0  | .444 | 0.3 | 0.3 | 1.000 | 2.0  | 0.7 | 1.3 | 3.0  |
| 14 | Pete Cross      | 24   | 26 |    | 5.1  | 0.2  | 0.8  | .286 | 0.3 | 0.7 | .444  | 2.2  | 0.4 | 0.9 | 0.8  |

## Galardones y récords
| Jugador         | Galardón                          |
| Spencer Haywood | Mejor quinteto de la NBA All-Star |